# Clark County (Illinois)
Das Clark County ist ein County im US-amerikanischen Bundesstaat Illinois. Im Jahr 2010 hatte das County 16.335 Einwohner und eine Bevölkerungsdichte von 12,6 Einwohnern pro Quadratkilometer. Der Sitz der Countyverwaltung (County Seat) ist in Marshall.

## Geografie
Das County liegt im Osten von Illinois am Westufer des Wabash River, der die Grenze zu Indiana bildet. Es hat eine Fläche von 1308 Quadratkilometern, wovon neun Quadratkilometer Wasserfläche sind. An das Clark County grenzen folgende Nachbarcountys:
| Coles County      | Edgar County    | Vigo County (Indiana)     |
| Cumberland County |                 |                           |
| Jasper County     | Crawford County | Sullivan County (Indiana) |

## Geschichte

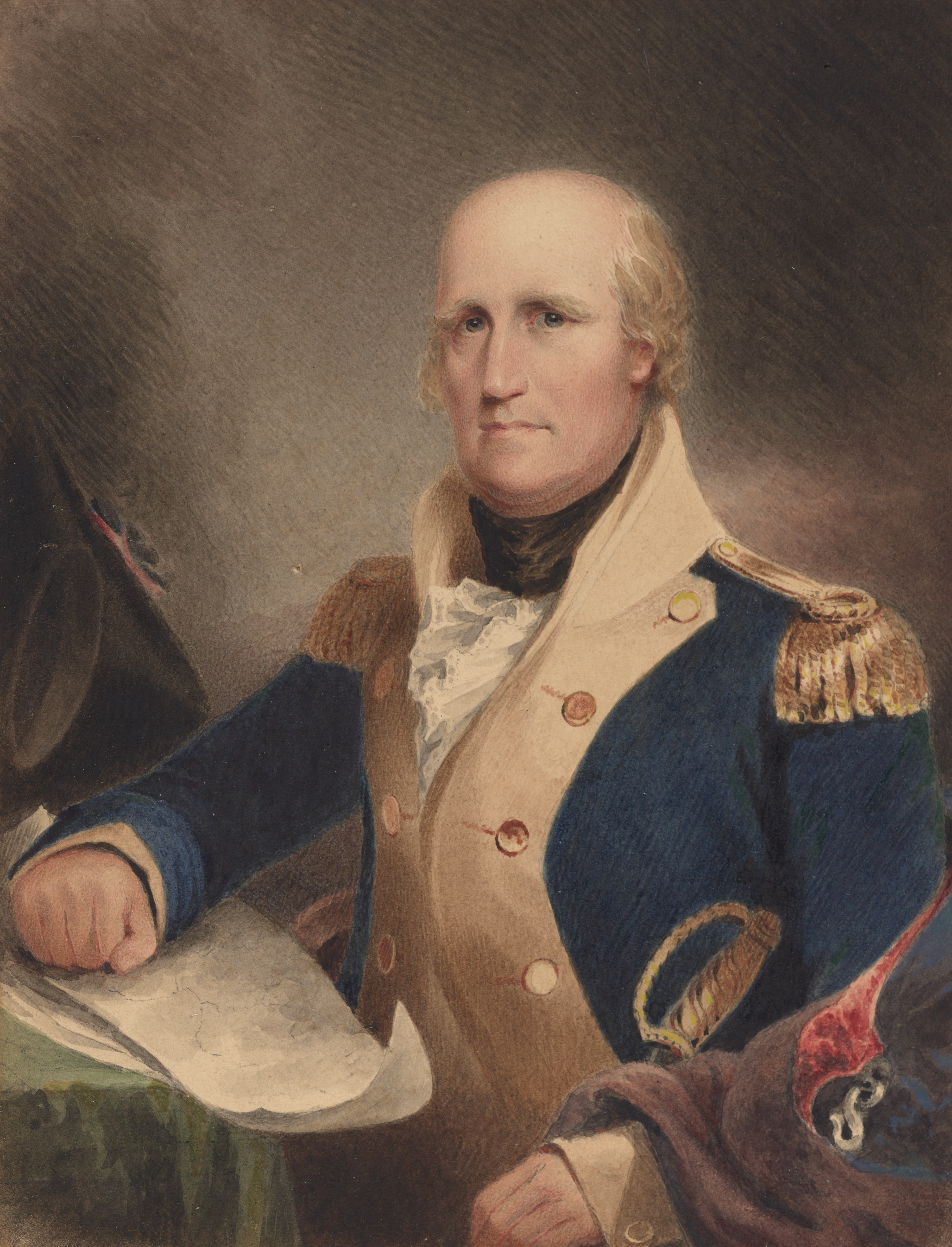
G. R. Clark

Das Clark County wurde 1819 aus Teilen des Crawford County gebildet. Benannt wurde es nach George Rogers Clark (1752–1818), einem Grenzer zur Zeit des Amerikanischen Unabhängigkeitskrieges und Indianerkenner.

Der erste County-Verwaltungssitz war in Aurora am Wabash River. 1823 wurde der Sitz dann verlegt nach Darwin und 1839 nach Marshall.

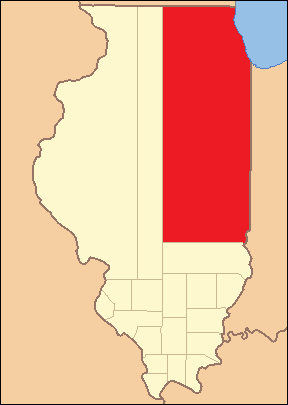
Clark County von seiner Gründung bis 1821
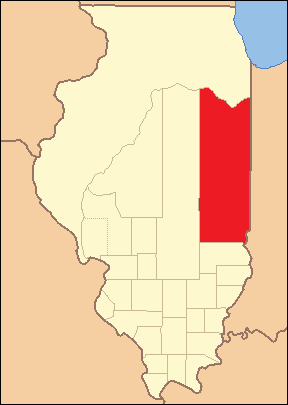
Clark County zwischen 1821 und 1823
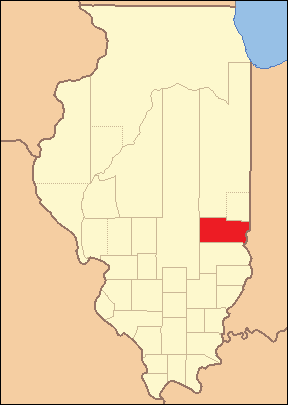
Clark County zwischen 1823 und 1830
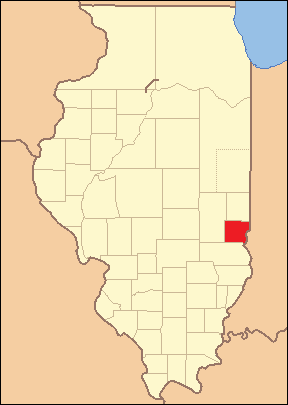
Clark County seit 1830, als das Coles County abgespalten wurde

## Demografische Daten
Nach der Volkszählung im Jahr 2010 lebten im Clark County 16.335 Menschen in 7.032 Haushalten. Die Bevölkerungsdichte betrug 12,6 Einwohner pro Quadratkilometer.
Ethnisch betrachtet setzte sich die Bevölkerung zusammen aus 98,1 Prozent Weißen, 0,3 Prozent Afroamerikanern, 0,2 Prozent amerikanischen Ureinwohnern, 0,3 Prozent Asiaten sowie aus anderen ethnischen Gruppen; 0,7 Prozent stammten von zwei oder mehr Ethnien ab. Unabhängig von der ethnischen Zugehörigkeit waren 1,1 Prozent der Bevölkerung spanischer oder lateinamerikanischer Abstammung.
In den 7.032 Haushalten lebten statistisch je 2,31 Personen.
22,8 Prozent der Bevölkerung waren unter 18 Jahre alt, 59,2 Prozent waren zwischen 18 und 64 und 18,0 Prozent waren 65 Jahre oder älter. 51,3 Prozent der Bevölkerung war weiblich.

Das jährliche Durchschnittseinkommen eines Haushalts lag bei 43.003 USD. Das Prokopfeinkommen betrug 23.083 USD. 13,4 Prozent der Einwohner lebten unterhalb der Armutsgrenze.

## Ortschaften im Clark County

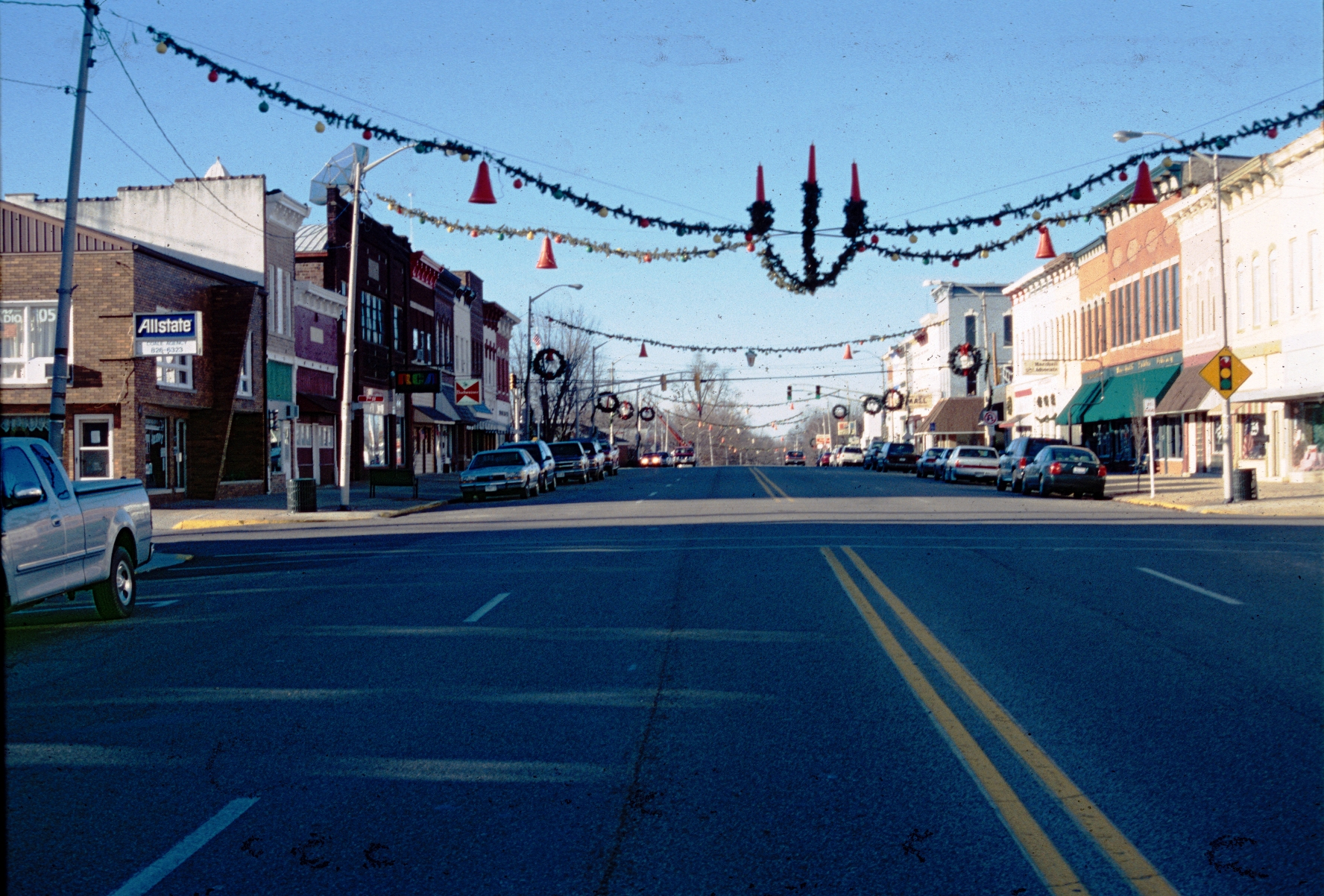
Downtown Marshall, Clark County

Citys
- Casey1
- Marshall
- Martinsville

Village
- Westfield

Unincorporated Communities
| - Adenmoor - Allright - Castle Fin - Choctaw - Clark Center - Clarksville - Cleone | - Darwin - Dennison - Doyles - Ernst - Farrington - Golf Lakes - Hogue Town | - Livingston - McKeen - Melrose - Moonshine - Moriah - Neadmore - Oak Point | - Oakcrest - Oilfield - Orange - Patton2 - Snyder - Walnut Prairie - Weaver | - Weir - West Union - York |

1 – teilweise im Cumberland County

2 – teilweise im Edgar County

## Gliederung
Das Clark County ist in 15 Townships eingeteilt:
| Township          | Einwohner (2010) | FIPS     |
| ----------------- | ---------------- | -------- |
| Anderson Township | 417              | 17-01465 |
| Auburn Township   | 242              | 17-02908 |
| Casey Township    | 3958             | 17-11631 |
| Darwin Township   | 342              | 17-18680 |
| Dolson Township   | 353              | 17-20279 |
| Douglas Township  | 168              | 17-20461 |
| Johnson Township  | 383              | 17-38505 |
| Marshall Township | 4574             | 17-47176 |

| Township              | Einwohner (2010) | FIPS     |
| --------------------- | ---------------- | -------- |
| Martinsville Township | 1602             | 17-47267 |
| Melrose Township      | 352              | 17-48229 |
| Orange Township       | 230              | 17-56302 |
| Parker Township       | 186              | 17-57667 |
| Wabash Township       | 2257             | 17-78279 |
| Westfield Township    | 720              | 17-80294 |
| York Township         | 551              | 17-83934 |
|                       |                  |          |